# Чемпионат Европы по конькобежному спорту 1898
Чемпионат Европы по конькобежному спорту 1898 года — шестой чемпионат Европы, который прошёл 19 — 20 февраля в Гельсингфорсе (ныне — Хельсинки, Финляндия). Чемпионат проводился на четырёх дистанциях: 500 метров — 1500 метров — 5000 метров — 10000 метров. В соревнованиях принимали участие только мужчины — 9 конькобежцев из 2-х стран. Абсолютным победителем чемпионата Европы стал финский конькобежец Густаф Эстландер, который представлял Российскую империю. Кроме финских конькобежцев Россию на чемпионате впервые представляли два русских спортсмена Вальдемар Волин и Николай Крюков.

## Результаты чемпионата
| место     | спортсмен            | страна                        | 500 м          | 1500 м     | 5000 м      | 10000 м     |
| --------- | -------------------- | ----------------------------- | -------------- | ---------- | ----------- | ----------- |
| 1         | Густаф Эстландер     | Великое княжество Финляндское | 49,2 (1)       | 2.36,8 (1) | 9.28,8 (1)  | 19.21,4 (1) |
| (2)       | Эмиль Хелин          | Великое княжество Финляндское | 52,6 (4)       | 2.47,2 (7) | 9.51,8 (5)  | 19.56,2 (3) |
| (3)       | Вильхельм Густафссон | Великое княжество Финляндское | 53,6 (7)       | 2.55,2 (8) | 10.07,6 (7) | 21.09,4 (4) |
| без места | Альфред Несс         | Норвегия                      | 49,4 (2)       | 2.39,0 (2) | 9.41,8 (4)  | -           |
| без места | Артур Хелениус       | Великое княжество Финляндское | 51,4 (3)       | 2.46,0 (6) | 9.52,6 (6)  | -           |
| без места | Артур Бакман         | Великое княжество Финляндское | 52,8 (5)       | 2.39,8 (3) | 9.36,0 (2)  | -           |
| без места | Вальдемар Волин      | Россия                        | 53,4 (6)       | 2.45,2 (5) | 10.13,4 (8) | -           |
| без места | Теодор Бальчевский   | Великое княжество Финляндское | 53,6 (7)       | 2.56,6 (9) | 10.21,0 (9) | -           |
| без места | Николай Крюков       | Россия                        | не финишировал | 2.45,0 (4) | 9.39,0 (3)  | 19.28,6 (2) |